# La vida es un tango
La vida es un tango es una película argentina del género musical filmada en blanco y negro, dirigida y guionada por Manuel Romero que se estrenó el 8 de febrero de 1939 y que tuvo como protagonistas a Florencio Parravicini, Tito Lusiardo, Hugo del Carril y Sabina Olmos.

## Reparto
Intervinieron en el filme los siguientes intérpretes:
- Florencio Parravicini
- Tito Lusiardo
- Hugo del Carril
- Sabina Olmos
- Ana May
- Alicia Aymont
- Alberto Terrones
- Fernando Campos
- Argentino Podesta
- Enrique Roldán
- Las Hermanas Grassi
- Raquel Sol
- Pablo Cumo

## Sinopsis
El romance –con sus rupturas y reencuentros- entre una chica –Sabina Olmos- y un muchacho –Hugo del Carril- que quieren triunfar con el tango.

## Comentario
Dice Domingo Di Núbila que Romero 

“volvió a inspirarse en coloridas páginas de la biografía de Parra, esta vez para la alegre, estruendosa y frenética secuencia inicial desarrollada en un teatro.bar calcado del barracón Concierto Varieté, del barrio de Congreso, donde había debutado en 1903 luego de haber despilfarrado el último peso de los millones que heredó. En ese amplio decorado, como en sus viejos tiempos, demostraba su infabilidad para el tiro de pistola bajando a balazos varias de las prendas que vestía Sabina Olmos (…) La vida es un tango tuvo tanto éxito o más que Tres anclados en París por la superación de las actuaciones de los tres protagonistas, sobre todo Florencio Parravicini, que en los últimos tramos de la película, ya viejo y desesperanzado, pero sin reprochar nada a su errático hijo, conmovió como el público no imaginaba que pudiera hacerlo” (…) Otro anzuelo fue su repertorio porque configuró una cabalgata del tango, desde sus primitivos vínculos con la canción campera, la milonga y la zarzuela criolla, hasta su salto del suburbio al centro, su triunfo en París y su establecimiento definitivo.”

Por su parte el crítico Daniel López escribió en La Razón del filme: “Deliciosa comedia que Romero escribió hilvanando letras de tangos (…) y aun le queda tiempo para narra la historia entre Hugo y Sabina, que se reparte entre Buenos Aires, París y Nueva York sin salir nunca de los Estudios Lumiton.”